# Portunik gazami
Portunik gazami (Portunus trituberculatus) – gatunek kraba z rodziny portunikowatych (Portunidae). Jest najczęściej łowionym krabem na świecie. Rocznie poławia się ponad 300 tys. ton, z czego aż 98% u wybrzeży Chin.
P. trituberculatus występuje od Hokkaido do południowych Indii, w całym Archipelagu Malajskim i dalej na południe aż po Australię. W języku malajskim nazywany jest ketam bunga, czyli „kwiatowy krab”. Zamieszkuje płytkie wody o piaszczystym lub błotnistym dnie, do 50 m głębokości. Żywi się wodorostami morskimi, małymi rybami, robakami i małżami.
Jego pancerz może mieć 15 cm szerokości i 7 cm długości.